# غشاء شبه منفذ

مخطط لغشاء نصف نفوذ مستخدم في عملية غسل الكلى.

الغشاء شبه المنفذ أو الغشاء اختياري النفاذية  (يعرف أيضاً باسم غشاء نفوذ انتقائي، أو غشاء نصف نفوذ) عبارة عن نوع من الأغشية الحيوية أو الصناعية والتي تسمح بعبور نوع محدد من الجزيئات أو الأيونات خلالها عن طريق الانتشار.
إن معدل انتشار المواد النافذة يعتمد على الضغط ودرجة الحرارة وعلى تركيز الجزيئات في المحلول على طرفي الغشاء، بالإضافة إلى درجة سماحية النفوذية للغشاء بالنسبة لهذه الجزيئات.

## أمثلة

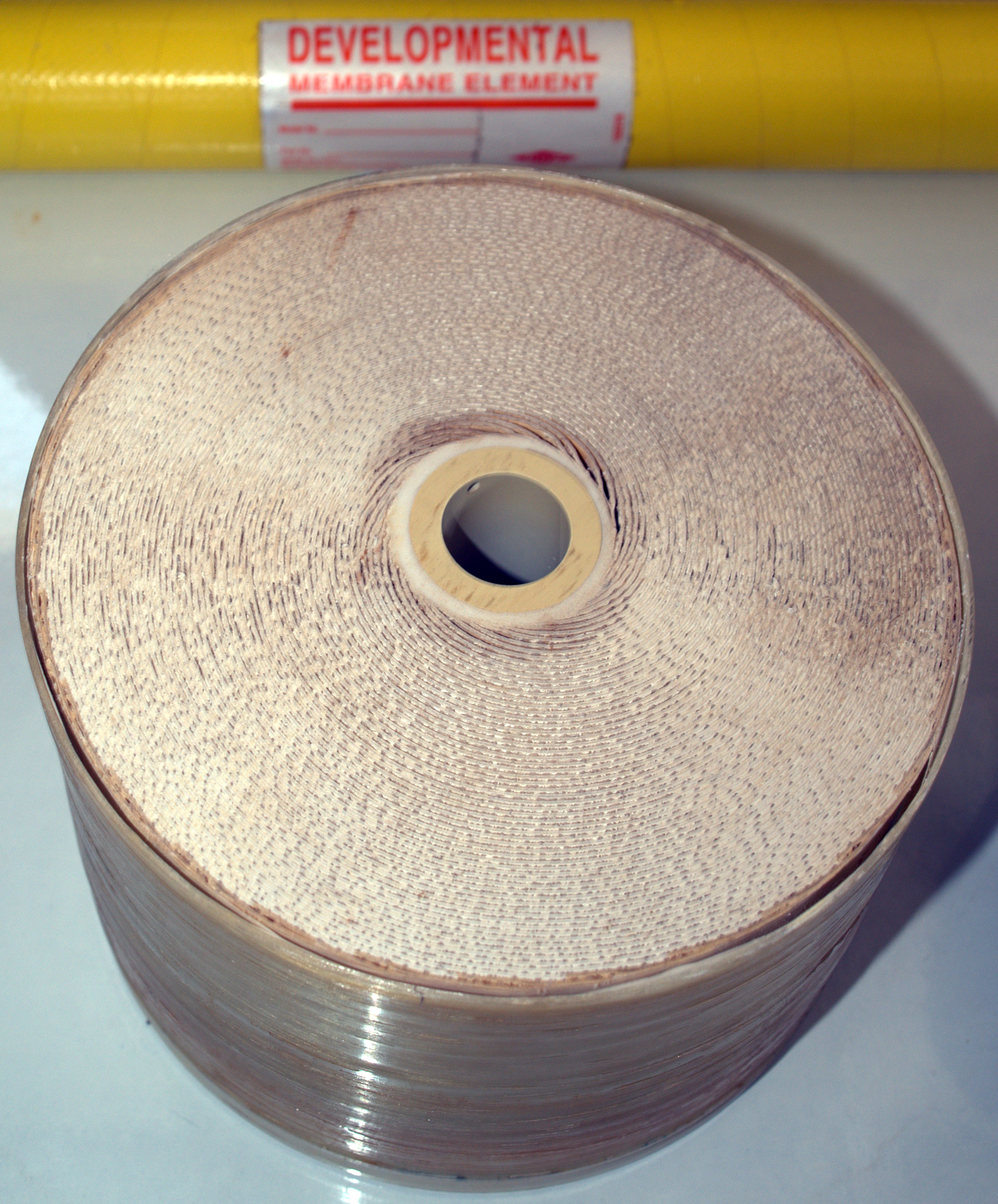
أحد أشكال الأغشية النفاذة

يعد الدهن ثنائي الطبقة كمثال على الغشاء نصف النفوذ، والذي عليه يتوضع الغشاء الخلوي الذي يحيط بالخلايا. إن مجموعة من الدهنيات الفوسفورية، المؤلفة من رأس فوسفاتي وذنبين من الأحماض الدهنية على شكل طبقة مضاعفة تكون فيها رؤوس الفوسفات المحبة للماء موجهة نحو الخارج بجهة المحتوى المائي خارج الخلية، في حين أن الأذناب الكارهة للماء تكون موجهة نحو داخل الغشاء. على هذا الأساس هناك انتقائية لنوعية المركبات التي تمر عبر هذا الغشاء.
إن الأغشية المستخدمة في عملية التناضح العكسي عبارة عن أغشية نصف نفوذة تستخدم في أنظمة تنقية وتحلية المياه. هذه الأغشية غالباً ما تكون عبارة عن طبقات رقيقة من متعدد الأميد ومتعدد السلفون لها مسامية ملائمة. لهذه الأغشية استخدامات أيضاً في البطاريات وفي خلايا الوقود.